# Karina Winter
Karina Winter (14 de enero de 1986) es una deportista alemana que compitió en tiro con arco, en la modalidad de arco recurvo.
Ganó cuatro medallas en el Campeonato Mundial de Tiro con Arco en Sala entre los años 2007 y 2014, tres medallas en el Campeonato Europeo de Tiro con Arco al Aire Libre entre los años 2008 y 2014, y tres medallas en el Campeonato Europeo de Tiro con Arco en Sala entre los años 2004 y 2015.
En los Juegos Europeos de Bakú 2015 consiguió una medalla de oro en la prueba individual.

## Palmarés internacional
| Campeonato Mundial en Sala       | Campeonato Mundial en Sala | Campeonato Mundial en Sala | Campeonato Mundial en Sala |
| Año                              | Lugar                      | Medalla                    | Prueba                     |
| -------------------------------- | -------------------------- | -------------------------- | -------------------------- |
| 2007                             | Esmirna (Turquía)          | Medalla de plata           | Equipo                     |
| 2009                             | Rzeszów (Polonia)          | Medalla de oro             | Individual                 |
| 2009                             | Rzeszów (Polonia)          | Medalla de plata           | Equipo                     |
| 2014                             | Nimes (Francia)            | Medalla de plata           | Equipo                     |
| Juegos Europeos                  |                            |                            |                            |
| Año                              | Lugar                      | Medalla                    | Prueba                     |
| 2015                             | Bakú (Azerbaiyán)          | Medalla de oro             | Individual                 |
| Campeonato Europeo al Aire Libre |                            |                            |                            |
| Año                              | Lugar                      | Medalla                    | Prueba                     |
| 2008                             | Vittel (Francia)           | Medalla de plata           | Equipo                     |
| 2012                             | Ámsterdam (Países Bajos)   | Medalla de bronce          | Equipo                     |
| 2014                             | Echmiadzin (Armenia)       | Medalla de plata           | Equipo                     |
| Campeonato Europeo en Sala       |                            |                            |                            |
| Año                              | Lugar                      | Medalla                    | Prueba                     |
| 2004                             | Sassari (Italia)           | Medalla de plata           | Equipo                     |
| 2006                             | Jaén (España)              | Medalla de plata           | Equipo                     |
| 2015                             | Koper (Eslovenia)          | Medalla de oro             | Equipo                     |